# Erwin l'Ami
Erwin l'Ami (Woerden, 5 april 1985) is een Nederlandse schaakgrootmeester. In 2022 werd hij Nederlands kampioen schaken. Tot 2011 was hij lid van het Hilversums Schaak Genootschap, vervolgens speelde hij voor schaakclub En Passant. Met ingang van seizoen 2019/20 komt hij uit voor het eerste team van Schaakstad Apeldoorn. Sinds 2010 is hij getrouwd met de psychologe en schaakster Alina Motoc. In 2014 stond hij enige tijd in de top 100 van de wereld.

## Prestaties

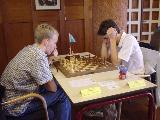
Erwin l'Ami (rechts) en Jan Smeets in 2004

### 2001 - 2004
- In 2001 won Erwin l'Ami het Open Kampioenschap van Utrecht.[1]
- In het Amsterdam Chess Tournament van 2004 eindigde L'Ami op een gedeelde tweede plaats, met onder meer Loek van Wely en Jan Timman.
- Hij eindigde in 2004 op de vierde plaats in het Nederlands kampioenschap dat in Leeuwarden gehouden werd.
- In de herfst van 2004 won L'Ami met 6½ pt. uit 9 het Gausdal Classics toernooi, en behaalde er zijn tweede grootmeesternorm.

### 2005
- L'Ami speelde in de C-groep van het Corus-toernooi en behaalde met 9 pt. uit 13 een gedeelde 4e/5e plaats.
- Van 10 t/m 12 juni werd het 32e open kampioenschap van Utrecht verspeeld dat met 5½ pt. uit 6 door L'Ami gewonnen werd,[1] samen met de Bulgaar Ventzislav Inkiov.
- Van 8 t/m 10 juli werd in Haarlem het vierde ROC Nova College schaaktoernooi verspeeld. Drie schakers eindigden met 5½ uit 6, t.w. Friso Nijboer, Erwin l'Ami en Edwin van Haastert. Na de tiebreak werd Nijboer eerste.
- Van 16 t/m 24 juli werd in Amsterdam het Amsterdam Chess Tournament 2005 verspeeld. L'Ami eindigde met 6½ punt op een gedeelde tweede plaats en scoorde daarmee de laatste norm die hij nodig had om grootmeester te worden.
- Van 6 t/m 13 augustus speelde Erwin l'Ami mee in het Hogeschool Zeeland Schaaktoernooi te Vlissingen en eindigde daar na de tie-break op de vijfde plaats met 7½ punt uit negen ronden.
- Van 5 t/m 16 september speelde Erwin l'Ami mee in het toernooi om het kampioenschap van Nederland dat in Leeuwarden gespeeld werd. Hij eindigde met 4 pt. uit 9 op de negende plaats.
- Van 1 t/m 11 oktober speelde hij mee in het Karabach toernooi en eindigde daar in groep B met 6½ uit 9 op een gedeelde eerste plaats.
- Van 21 t/m 29 oktober werd in Hoogeveen het Essent Schaaktoernooi gespeeld. Erwin l'Ami eindigde met 6½ punt op een gedeelde tweede plaats.

### 2006
- L'Ami speelde in de B-groep van het Corus-toernooi en haalde met 7 pt. uit 13 een gedeelde 6e-8e plaats.
- Van 16 t/m 29 juni 2006 deed hij mee aan het NK Schaken op het Mediapark in Hilversum. Met 5 uit 11 belandde hij op de achtste plaats.
- Van 7 t/m 9 juli 2006 speelde L'Ami mee op het ROC toernooi in Vlissingen. Daar werd hij winnaar met 5½ pt. uit 6, voor onder meer Friso Nijboer en Mikail Gurevich.
- In de Staunton Memorial scoorde L'Ami 6½ uit 11, goed voor een 5e plaats.
- L'Ami maakte deel uit van het Nederlandse team op de Olympiade van Turijn. Als tweede reserve scoorde hij 3½ pt. uit 5.
- Op het kersttoernooi van Béthune (Frankrijk) van 26 t/m 30 december, eindigde hij op een gedeelde eerste plaats met 7 uit 9. Hij moest de Rus Burmakin op weerstandspunten voor laten gaan.

### 2007

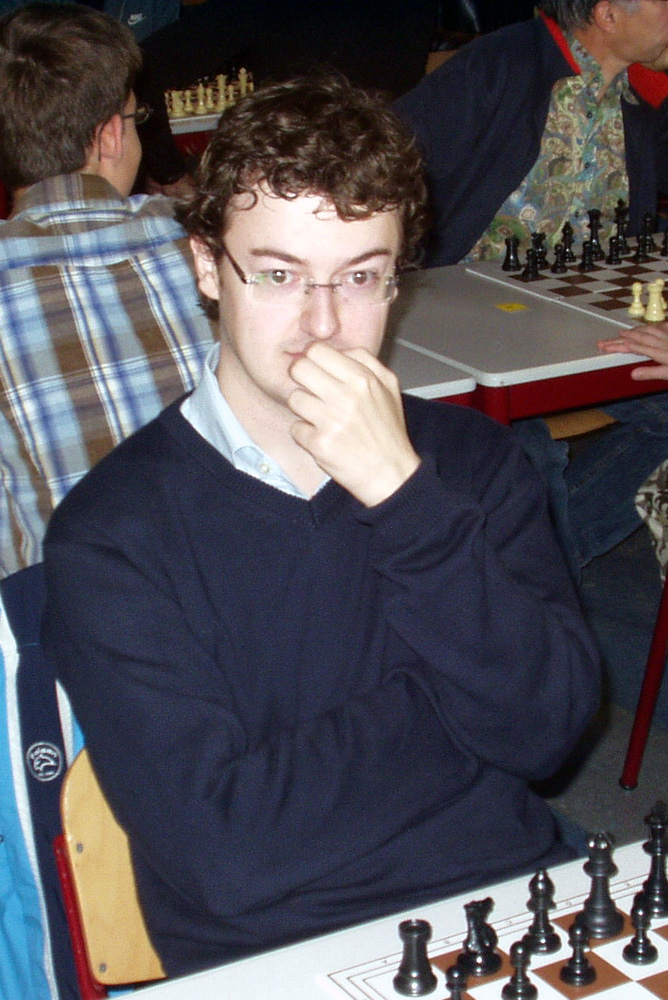
l'Ami (2007)

- L'Ami speelde in de B-groep van het Corus-toernooi en behaalde met 7½ uit 13 een 6e plaats.
- Bij het NK Schaken in Hilversum werd L'Ami gedeeld derde.
- Bij het Europees Kampioenschap voor landenteams in Heraklion behaalde hij als tweede reserve 3½ uit 5.
- Hij werd gedeeld eerste op het open kampioenschap van Gouda, samen met Viesturs Meijers, Daniel Fridman en Alexandre Dgebuadze.[2]

### 2008
- Bij het Corus-toernooi in Wijk aan Zee speelde L'Ami mee in de B-groep. Hij scoorde 6 uit 13 en eindigde op de gedeelde 7e plaats.
- Het grote open toernooi van Capelle la Grande werd door L'Ami, samen met vijf anderen, gewonnen.
- In Hilversum vond begin april het Nederlands kampioenschap plaats. L'Ami deed lange tijd mee voor de hoofdprijs maar een verlies tegen Manuel Bosboom in de laatste ronde wierp hem terug naar plaats 5.
- Op het Europees Kampioenschap in Plovdiv eindigde L'Ami op een gedeelde 2e plaats. Een tie-break bepaalde dat hij uiteindelijk op plaats 5 terechtkwam. Deze klassering zorgde ervoor dat hij zich plaatste voor de Wereldbeker schaken in Chanty-Mansiejsk (november 2009).
- Bij de Olympiade in Dresden scoorde L'Ami 6 pt. uit 9 aan het vierde bord.

### 2009
- L'Ami speelde wederom in de B-groep van het Corus-toernooi. Hij werd 11e met 5½ punt.
- Samen met Jan Timman won hij het Open Nederlands Kampioenschap schaken in Dieren.
- Bij het Europees Kampioenschap voor landenteams in Novi Sad zat L'Ami aan het derde bord en scoorde daar 6 pt. uit 9. Dat was goed voor een individuele bronzen medaille.
- Zijn optreden bij de Wereldbeker schaken was geen succes. In de eerste ronde werd hij uitgeschakeld door Krishnan Sasikiran.

### 2010 - 2015
- L'Ami haalde een +2 score in Corus B-Group 2010, Wijk aan Zee.
- Hij was secondant van Veselin Topalov in de WK-match tegen Anand.
- L'Ami werd gedeeld eerste op het Hoogeveen Open 2010.
- In 2011, 2012, 2013 en 2015 won hij het open kampioenschap van Gouda.[2]
- L'Ami won in 2013 het Open Nederlands Kampioenschap in Dieren, gedeeld met grootmeester Deep Sengupta.
- In 2014 won L'Ami ongedeeld het sterk bezette BPB Limburg Open. Echtgenote Alina pakte de damesprijs.
- L'Ami won in 2015 de Rabat Blitz Marathon in Marokko.
- L'Ami won in 2015 het zeer sterk bezette Open toernooi in Reykjavik.

### 2022
- L'Ami werd Nederlands kampioen schaken op 30 december 2022.

### 2025
L'Ami werd derde in de Challengersgroep van het Tata Steel-toernooi 2025. Dit was l'Ami's 19e deelname aan het toernooi in Wijk-aan-Zee sinds 2005.